# Suzanne et les Vieillards (Le Guerchin)
Pour les articles homonymes, voir Suzanne et les Vieillards (homonymie).
Suzanne et les Vieillards est un tableau réalisé par le peintre italien Le Guerchin en 1650. De format horizontal, cette huile sur toile est une peinture chrétienne qui illustre un épisode du Livre de Daniel, dans l'Ancien Testament, celui de Suzanne et les Vieillards. Y est représenté l'instant où les deux hommes âgés se penchent vers la jeune baigneuse assise dans une fontaine, qui, de désespoir, lève les yeux vers le Ciel. L'œuvre est conservée à la Galerie nationale de Parme, à Parme, en Émilie-Romagne.